# Ворота Русского Севера
«Ворота Русского Севера» — арт-объект в городе Киров (Вятка), установленный на юге Спасской площади. Символизирует географическое расположение Вятской земли. Ворота выполнены в стиле вятского деревянного зодчества и повторяют орнамент ворот из музея-усадьбы Николая Хохрякова. Открытие состоялось 20 сентября 2024 года.

## Идея

### География
Вятская земля исторически расположилось в самой южной части Русского Севера. На протяжении многих веков она связывала центральные и северные регионы России — через реку Молому новгородцы ходили торговать в Волжскую Булгарию, а затем торговлей с Двинской землёй и Прикамьем занимались уже сами вятчане. Во второй половине XIX века жители Вятки по рекам торговали с Рыбинском, Архангельском и другими северными городами.
В начале XX века в Вятской губернии была построена Пермь-Котласская железная дорога, связавшая губернский центр с Котласом Вологодской губернии. В настоящее время на территории Кировской области проходит федеральная автомобильная дорога P176 «Вятка», проходящая по маршруту Чебоксары — Йошкар-Ола — Киров — Сыктывкар.

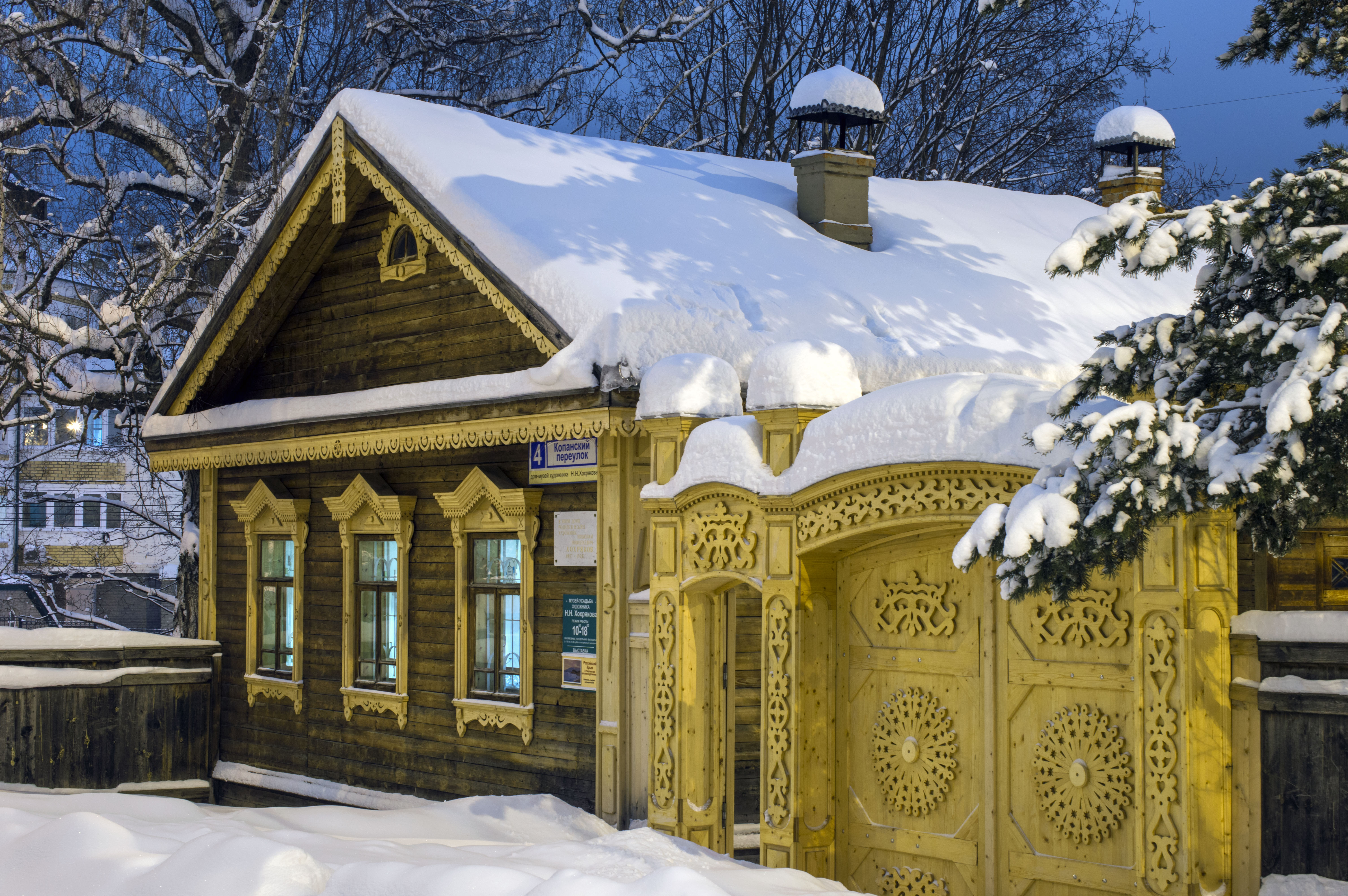
Дом-музей Николая Хохрякова

### Деревянное зодчество
Дерево является традиционным материалом для Вятской земли. Большая часть города Вятки вплоть до середины XX века оставалась деревянной, вятское деревянное зодчество было сильно развито. В основу архитектуры ворот Русского Севера легли восстановленные ворота музея-усадьбы Николая Хохрякова, расположенного по адресу Копанский переулок, 4.
Разработкой орнамента занимался мастер вятской традиционной резьбы по дереву Геннадий Яковлевич Лопатин. Он же в 2008 году принял участие в реставрации дома Хохрякова. Все лекала были отрисованы им лично, также он вырезал некоторые фрагменты орнамента. Однако большая их часть выполнена на производстве, дабы уменьшить сроки изготовления. Высота ворот составила 6 метров, а ширина — 9 метров.

Главный архитектор Кирова объяснила выбор материала следующим образом:
«В процессе обсуждения мы пришли к пониманию, что дерево — это наш традиционный родной материал, поэтому правильно сделать "Ворота" деревянными. Что касается места расположения "Ворот", то это верхняя площадка за Спасским собором, так как там лучшие видовые характеристики»

## История

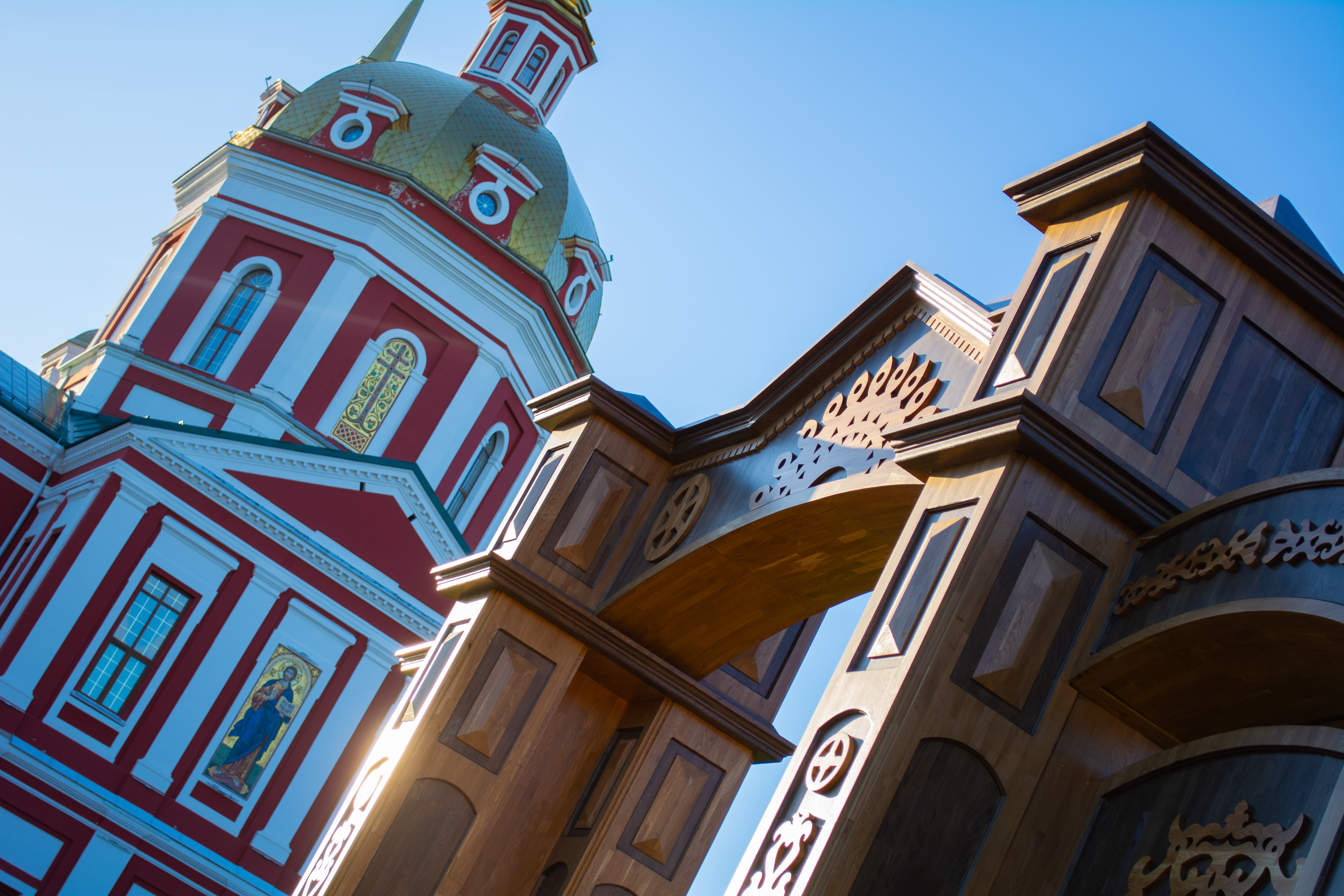
Ворота Русского Севера и Спасский собор

Впервые Ворота Русского Севера были представлены на фестивале «Будущее в цветах», проходившем на ВДНХ с 21 мая по 8 июня 2024 года. 22 июня в доме Витберга прошли публичные слушания по поводу ворот, их проект был поддержан представителями общественности. Вскоре началась подготовка площадки на Спасской площади — были установлены тротуары и газоны, расчищено пространство между площадью и Спасской улицей. В процессе была снесена большая часть «Дворика с граффити» и остававшиеся руины каменных лавок XIX века. Установка ворот состоялась 17 сентября, а открытие — 20 сентября 2024 года. Оно было приурочено к празднованию 650-летия Вятки.

## Расположение
Ворота Русского Севера расположены на северном склоне Засорного оврага, в южной части Спасской площади, находящейся за одноимённым Спасским собором. Исторически рядом с воротами располагался деревянный Хлыновский кремль, а также снесённый Троицкий кафедральный собор. С ворот открывается вид на архитектурный ансамбль Трифонова монастыря, также можно увидеть древнее здание Палат духовной консистории и Конюшенного двора.